# Gare de Bollement
La gare de Bollement, anciennement dénommée gare de Saulcy, est une gare ferroviaire suisse de la ligne de La Chaux-de-Fonds à Le Noirmont et Glovelier. Elle est située près du hameau de Bollement, proche de l'étang du même nom, au sud de la commune de Saint-Brais, près de Saulcy, dans le canton du Jura.
C'est une halte, à arrêt sur demande, des Chemins de fer du Jura (CJ).

## Situation ferroviaire
Établie à 807 mètres d'altitude, la gare de Bollement est située au point kilométrique (PK) 16,89 : de la ligne Le Noirmont – Glovelier (no 237), entre les haltes de La Combe et de Combe-Tabeillon.

## Histoire
À l'origine, la gare est dénommée Saulcy jusqu'à une date inconnue, peut-être entre 1948 et 1953, lors de la rénovation de la ligne et du changement d'écartement.

## Service des voyageurs

### Accueil
Arrêt des Chemins de fer du Jura, elle dispose d'un abri de quai.

### Desserte
Bollement est desservie par des trains régionaux en provenance et à destination de Glovelier et du Noirmont.